# Campionati mondiali di sollevamento pesi 2019 - 109 kg maschile
Le gare di sollevamento pesi della categoria fino a 109 kg maschile — pesi massimi — dei campionati mondiali del 2019 si sono svolte dal 25 al 26 settembre 2019 a Pattaya presso l'Eastern National Sports Training Center.

## Programma
L'orario indicato corrisponde a quello thailandese (UTC+07:00)
| Data              | Orario | Evento   |
| ----------------- | ------ | -------- |
| 25 settembre 2019 | 22:30  | Gruppo C |
| 26 settembre 2019 | 14:25  | Gruppo B |
| 26 settembre 2019 | 17:55  | Gruppo A |

## Medagliati
Per ciascun esercizio, i primi tre classificati sono i seguenti:
| Esercizio | Oro               | Oro    | Argento        | Argento | Bronzo         | Bronzo |
| --------- | ----------------- | ------ | -------------- | ------- | -------------- | ------ |
| Strappo   | Simon Martirosyan | 199 kg | Andrėj Aramnaŭ | 198 kg  | Yang Zhe       | 197 kg |
| Slancio   | Simon Martirosyan | 230 kg | Akbar Djuraev  | 229 kg  | Andrėj Aramnaŭ | 228 kg |
| Totale    | Simon Martirosyan | 429 kg | Andrėj Aramnaŭ | 426 kg  | Yang Zhe       | 420 kg |

## Record
Prima di questa competizione, i record mondiali esistenti erano i seguenti:
| Record mondiale | Strappo | Mondiale standard | 196 kg | —                     | 1º novembre 2018 |
| Record mondiale | Slancio | Simon Martirosyan | 240 kg | Aşgabat, Turkmenistan | 9 novembre 2018  |
| Record mondiale | Totale  | Simon Martirosyan | 435 kg | Aşgabat, Turkmenistan | 9 novembre 2018  |

## Risultati
| Pos. | Atleta                    | Gr. | Peso atleta | Strappo (kg) | Strappo (kg) | Strappo (kg) | Strappo (kg) | Slancio (kg) | Slancio (kg) | Slancio (kg) | Slancio (kg) | Totale |
| Pos. | Atleta                    | Gr. | Peso atleta | 1            | 2            | 3            | Pos.         | 1            | 2            | 3            | Pos.         | Totale |
| ---- | ------------------------- | --- | ----------- | ------------ | ------------ | ------------ | ------------ | ------------ | ------------ | ------------ | ------------ | ------ |
|      | Simon Martirosyan (ARM)   | A   | 108.95      | 190          | 195          | 199          |              | 230          | 241          | —            |              | 429    |
|      | Andrėj Aramnaŭ (BLR)      | A   | 108.85      | 188          | 193          | 198          |              | 220          | 225          | 228          |              | 426    |
|      | Yang Zhe (CHN)            | A   | 108.95      | 187          | 192          | 197          |              | 217          | 223          | 227          | 5            | 420    |
| 4    | Akbar Djuraev (UZB)       | A   | 108.60      | 183          | 184          | 188          | 6            | 221          | 226          | 229          |              | 417    |
| 5    | Rodion Bočkov (RUS)       | A   | 108.90      | 184          | 189          | 192          | 4            | 215          | 221          | 225          | 4            | 414    |
| 6    | Timur Naniev (RUS)        | A   | 109.00      | 180          | 185          | 189          | 5            | 220          | 224          | 224          | 9            | 409    |
| 7    | Ali Hashemi (IRI)         | A   | 107.95      | 177          | 182          | 182          | 9            | 218          | 226          | —            | 13           | 395    |
| 8    | Arkadiusz Michalski (POL) | A   | 108.95      | 173          | 177          | 178          | 14           | 221          | 224          | 225          | 6            | 394    |
| 9    | Artūrs Plēsnieks (LAT)    | A   | 108.65      | 173          | 178          | 180          | 15           | 215          | 221          | 226          | 7            | 394    |
| 10   | Ryunosuke Mochida (JPN)   | B   | 108.85      | 165          | 170          | 174          | 12           | 210          | 219          | 223          | 10           | 393    |
| 11   | Seo Hui-yeop (KOR)        | B   | 108.75      | 170          | 170          | 175          | 19           | 215          | 219          | 219          | 11           | 389    |
| 12   | Jeong Ki-sam (KOR)        | B   | 108.75      | 174          | 178          | 181          | 8            | 210          | 214          | 214          | 16           | 388    |
| 13   | Marcos Ruiz (ESP)         | B   | 108.50      | 173          | 178          | 178          | 13           | 205          | 211          | 215          | 14           | 388    |
| 14   | Wesley Kitts (USA)        | B   | 108.85      | 170          | 175          | 177          | 18           | 211          | 218          | 225          | 12           | 388    |
| 15   | Hiroaki Shiraishi (JPN)   | B   | 108.75      | 165          | 170          | 171          | 21           | 201          | 211          | 220          | 8            | 385    |
| 16   | Sargis Martirosjan (AUT)  | B   | 108.65      | 175          | 180          | 182          | 10           | 203          | 208          | 208          | 18           | 383    |
| 17   | Roman Zaitsev (UKR)       | B   | 108.25      | 170          | 174          | 174          | 17           | 207          | 212          | 220          | 15           | 382    |
| 18   | Jesús González (VEN)      | B   | 108.75      | 171          | 171          | 171          | 16           | 210          | 210          | 217          | 17           | 381    |
| 19   | Ibragim Bersanov (KAZ)    | B   | 108.95      | 175          | 175          | 175          | 11           | 201          | 205          | 205          | 19           | 380    |
| 20   | Jorge Arroyo (ECU)        | C   | 108.80      | 175          | 175          | 181          | 7            | 190          | 195          | 195          | 23           | 376    |
| 21   | Öwez Öwezow (TKM)         | B   | 108.45      | 165          | 165          | 173          | 22           | 203          | 210          | 210          | 20           | 368    |
| 22   | Arnas Šidiškis (LTU)      | C   | 108.70      | 156          | 161          | 165          | 20           | 190          | 195          | 200          | 22           | 360    |
| 23   | Owen Boxall (GBR)         | C   | 108.60      | 153          | 157          | 161          | 23           | 187          | 193          | 200          | 24           | 350    |
| 24   | Hannes Keskitalo (FIN)    | C   | 107.55      | 145          | 150          | 150          | 27           | 188          | 191          | 196          | 21           | 341    |
| 25   | Patrik Krywult (CZE)      | C   | 107.45      | 151          | 155          | 160          | 24           | 180          | 180          | 187          | 28           | 335    |
| 26   | Ryan Meidl (CAN)          | C   | 108.50      | 150          | 150          | 150          | 26           | 185          | 185          | 191          | 25           | 335    |
| 27   | Sean Rigsby (IRL)         | C   | 108.70      | 135          | 140          | 140          | 30           | 180          | 184          | 187          | 26           | 324    |
| 28   | Richard Davidson (CAN)    | C   | 108.40      | 140          | 145          | 146          | 29           | 182          | 187          | 190          | 27           | 322    |
| —    | Ondrej Kružel (SVK)       | C   | 108.80      | 150          | 155          | 155          | 25           | 185          | —            | —            | —            | —      |
| —    | Sio Pomelile (TGA)        | C   | 108.45      | 140          | 144          | 147          | 28           | 180          | 180          | 182          | —            | —      |
| —    | Vasil Gospodinov (BUL)    | A   | 108.85      | 174          | 174          | 174          | —            | —            | —            | —            | —            | —      |
| —    | Salwan Jasim (IRQ)        | A   | 102.15      | 182          | —            | —            | —            | —            | —            | —            | —            | —      |